# ايمانويل فريدمان
ايمانويل فريدمان (بالإنجليزية: Emanuel Freedman)‏ هو محرر وصحفي أمريكي، ولد في 1910، وتوفي في 1971.